# Louis Volclair
Louis Volclair, né le 20 juillet 1899 à Bazouges-la-Pérouse (Ille-et-Vilaine) est libraire à Rennes. Il est assassiné par la Milice française dans la nuit du 30 juin au 1er juillet 1944.

## Biographie
En 1912, la famille Volclair arrive à Rennes quand le père de Louis Volclair est muté à l'école Papu. Il travaille d'abord à la trésorerie Générale, puis à la Compagnie des Eaux et enfin il ouvre une librairie, rue Jules Simon à Rennes. 
Son père, conseiller municipal radical-socialiste de Rennes, figure sur la liste des cent cinquante personnalités françaises, connues pour leurs sentiments anti-allemands et a été désigné par le Cercle d’études national-socialiste (CENS) à la suite de l’assassinat à Paris de Philippe Henriot, secrétaire d’État à la propagande du Gouvernement de Vichy,.
C’est par erreur que des miliciens rennais se présentent au domicile de Louis Volclair fils vers 22 h 30 le 30 juin 1944 ; son épouse répond aux questions posées que Louis Volclair est hospitalisé à la clinique de la Sagesse. Les miliciens s’y rendent et après avoir déclaré qu’ils sont « de la police » bousculent la religieuse qui les a reçus et après s’être enquis du numéro de la chambre de leur victime, y pénètrent et le massacrent dans son lit, sans explication,.
Dans la même nuit, deux autres personnes sont abattues, Gaëtan Hervé et Pierre Lemoine et une autre blessée par balles, Oscar Leroux,.
Une rue est à son nom dans le quartier de la Binquenais  de Rennes - parallèle au boulevard Oscar-Leroux et aux rues d’Espagne et de Suisse - perpendiculaire à la rue de Châtillon.

### Sources et bibliographie
- Commission d'information historique pour la paix du département d'Ille-et-Vilaine, Mémoire de Granit 1939-1945, Rennes, 1991, 273 p., p. 149 Biographies des anciens combattants résistants, déportés et victimes de guerre dont le nom a été donné à une rue, place ou square dans les communes du département